# Hitman (2016年のゲーム)
『HITMAN』（ヒットマン）は、2016年3月11日にヒットマンシリーズの第6作目としてスクウェア・エニックスより発売されたステルス性重視のサードパーソン・シューティングゲーム。日本国外ではWindows、PlayStation 4、Xbox Oneのプラットフォームで発売された。日本語版は、「HITMAN THE COMPLETE FIRST SEASON」として2017年8月10日に発売された。本作の続編としてHITMAN 2、HITMAN 3が発売された。

## 概要
IO Interactrive(IOI)は2015年のE3において、オリジナルシリーズを前作「Hitman: Absolution」で終了し、オリジナルをリブートした「World of Assassination」という新シリーズで展開するとソニー・コンピュータエンタテインメントを通じて発表した。今作はその第1作目となる。
開発は当初IOIの親会社であるスクウェア・エニックス・ヨーロッパ（旧アイドス）のモントリオール・スタジオ（現アイドス・モントリオール）で行う予定であったが、前作の販売不振の影響でIOIが行った。

日本国外では全6章のエピソードを順次配信する形がとられた一方、日本ではこれらのエピソードとボーナスステージを合わせた「HITMAN THE COMPLETE FIRST SEASON」として発売された。その後、追加エピソードを加えた廉価版として「Game Of The Year Editon」を2017年12月20日に発売された。
2017年5月、スクウェア・エニックスはMBOによるIOIの売却を発表。2018年4月に発売元がワーナー・ブラザースに移った。
2023年1月26日に『Hitman 3』がシリーズ全3作をセットにした『ヒットマン ワールド・オブ・アサシネーション（HITMAN World of Assasination）』に改称されたことに伴い、本作の販売を終了した。
本作は、20年前に47がICAに採用されたエピソードから始まる。そして現在に移り、47はICAの依頼を受けて暗殺を実行していく。それぞれの任務は独立しているように見えるが、幕間では後に「影のクライアント」と呼ばれる謎の男が暗躍しているのがプレーヤーに提示されながら物語は進んでいく。

## ストーリー

### プロローグ
1999年、中部ヨーロッパの某山地。ICAは47と名乗る男をエージェント候補生として新たに迎え入れた。様々な試験で彼は暗殺者として驚くほどの適性を示すが、ICAの情報力をもってしても経歴や出自が全く分からず、この試験の最高責任者であるエリック・ソーダースは彼の採用に難色を示す。そこでソーダースは、47が通常テストを全て合格したにもかかわらず、不合格となるように難易度を調整した最終試験を課す。試験の担当官で、47が合格すれば彼の担当役（オペレーター）となるダイアナ・バーンウッドは、密かに47が合格するのを助け、ソーダースはしぶしぶ47の採用を承認する。(その後、47が過去のシリーズで行ってきた暗殺がモンタージュで説明される)

### ショーストッパー
2019年、「影のクライアント」は、国際的なスパイ機関「IAGO」の頭の一人であるヴィクター・ノビコフから受けた暗殺の成功報酬として「プロヴィデンス」の情報を得る。そして「影のクライアント」は、この取引を隠すため、MI6に、IAGOのオークションで彼らのNOCリストが扱われることを匿名で垂れ込み、IAGOの幹部らが殺されるように仕向ける。MI6からの依頼を受けたICAにより、47はノビコフの表向きの職業として開催されるパリのファッションショーと、その裏で開かれるIAGOのオークション現場へ乗り込み、ノビコフとIAGOの真の首領ダリア・マーゴリスの暗殺を行う。

### 明日の世界
「影のクライアント」は、「プロヴィデンス」の活動を妨害するため、2つの仕掛けを行う。1つ目は、密かに「プロヴィデンス」が介入していた国際的医薬品メーカー「エーテル」によるウィルス兵器開発の極秘プロジェクトの壊滅。極秘プロジェクトの内容を知って、これを危惧したエーテル社の株主から依頼を受けたICAにより、47は、計画の主責任者シルヴィオ・カルーソーと、エーテル社から派遣された秘密研究所長フランチェスカ・デ・サンティスを暗殺するためイタリア・サピエンツァへと赴く。そして47が暗殺を終えた後、「影のクライアント」は、この件の対応で動いていた「プロヴィデンス」の構成員ハジュンをヨハネスブルグで暗殺し鍵を奪う。

### 黄金の鳥カゴ
「影のクライアント」の2つ目の仕掛けは、「プロヴィデンス」の構成員であるモロッコのレーザ・ゼイダン将軍と銀行家クラウス・ストランドバーグの暗殺である。ストランドバーグは自身が頭取を務める銀行を舞台にした投資詐欺事件の公判直前に、母国であるスウェーデンの駐マラケシュ領事館に逃亡し、モロッコ国民の怒りを買っていた。ストランドバーグの身柄引き渡しに応じない領事エリク・オランダーの姿勢に、マラケシュ市民の怒りは暴動に転じる寸前であった。ゼイダンは「プロヴィデンス」の意を受け、同じ「プロヴィデンス」のメンバーであるオランダーの協力を得て、暴徒鎮圧を装ったクーデターを行おうとしていた。クーデターによって多額の損失を被る地元建設会社の依頼を受けたICAにより、47は、ゼイダンとストランドバーグを暗殺するためモロッコへ潜入する。

### 幕間
「プロヴィデンス」の幹部・コンスタント（この名前や彼の組織上の立場は続編で明らかになり本作では不明）は、自分達の組織が何者かに攻撃されていることに気づく。ヨハネスブルグの件で鍵が奪われていたことから、コンスタントはプロヴィデンスの資産が預けられているミルトン・フィッツパトリック銀行ニューヨーク支店に赴き、同僚でもある頭取アレクサンダー・ファニンと共に金庫に向かう。2つの鍵が無ければ開かないはずの金庫は既に破られており、ファニンは資金が盗まれたとして慌てるが、コンスタントは盗まれたのは情報であると指摘し、もう1つの鍵は半年前に飛行機事故で亡くなったとされる前頭取ユージーン・コブの鍵だと推測する。

### 27クラブ
ICAは、有名なインディー・ロッカーであるジョーダン・クロスの暗殺依頼を受ける。1年前、彼は恋人ハンナ・ハイムーアを殺した疑いがあったが、彼の父で世界的なメディア王トーマス・クロスの力と、大物弁護士ケン・モーガンによって無罪となっていた。バンコクのホテルで、47は、ハイムーアの両親の依頼によるジョーダンとモーガンの暗殺を実行する。ところがその一週間後、息子の葬式に出席したトーマスが何者かに誘拐され、オフショア銀行の彼の口座から数十億ドルが引き出された上に殺害される事件が発生する。そこでICAは「影のクライアント」の存在を察知し、47の以前の任務も彼が関わっていたことが判明する。しかし、「プロヴィデンス」を知らないICAは散発的に行われているように見える「影のクライアント」の目的を掴みかねていた。バーンウッドは47に注意を怠らないように警告する。

### フリーダム・ファイターズ
トーマス・クロス誘拐の実行犯が、環境テロリストのショーン・ローズ率いる傭兵部隊と判明し、彼が「影のクライアント」と見たICAは、ローズを含む傭兵部隊の中心人物4人の暗殺を47に命じる。アメリカ・コロラド州の彼らの基地へとやってきた47は、4人を殺害し、情報を得るため本拠地の地下にある作戦室へと潜入する。そこで47とバーンウッドは「影のクライアント」は別にいること、また彼の狙いが「プロヴィデンス」であると知る。「プロヴィデンス」は、世界中の富豪らが集まり、世界を意のままに操っていると言われる伝説上の組織で、存在しないと思われていたが、ICAは認識を改める。状況から「影のクライアント」は傭兵部隊をまとめ上げ、「プロヴィデンス」に戦いを挑もうとしていると推測出来た。さらに、作戦室では執拗に47の過去の任務が追跡されていたことや、今はICA首脳部にいるソーダースが「プロヴィデンス」の協力者だったことが判明する。現場から撤退する47を、「影のクライアント」はスナイパーライフルで見つめるが、謎めいたセリフを発して、引鉄にかかった手を緩めた。

### 逆位
あらゆる対立軸や利害関係からの中立を大前提とするICAは、「プロヴィデンス」に密かに操られていたことを問題視し、ソーダースの排除を決める。ソーダースは心臓病を患っており移植手術が必要だったが、内臓逆位という特異体質のために適合する心臓が見つからず、そこを「プロヴィデンス」に付け入れられICAを裏切っていた。ICAは、日本・北海道に位置する最先端医療施設「ガマ私立病院」に47を潜入させ、そこで手術を受けるソーダースと、彼からICAの情報を受け取るため病院を訪れていた「プロヴィデンス」の構成員ユキ・ヤマザキの暗殺を命じる。

### エピローグ
列車で移動中のバーンウッドの元にコンスタントが接触してくる。コンスタントは「影のクライアント」を殺すため、ICAを正式に雇うと依頼する。しかし、バーンウッドはソーダースの件を挙げ、これを拒絶する。コンスタントは、47の過去を知りたくないかと持ちかけて彼女に再考を促し、物語は終わる。

## システム
伝説の暗殺者47となって、各ステージの目標を達成し、脱出するのが目的となる。

### キャラクター操作とステージ
キャラクター操作
47の移動は立ち移動としゃがみ移動の2種類の姿勢があり、どちらも走ることが可能。47にはインスティクトと呼ばれる能力を持っており、使用中は視界で見える範囲にあるNPCやアイテムがすべて見えるようになる他、ターゲットが赤く表示されるためターゲットの位置を把握することが出来る。後述の通り、ステージは自由に行き来可能であるが、ステージには特定の服装でないと入れない不法侵入エリアが設定されており、そこに適した服装ではない状態で見つかってしまうと警備員に追いかけられてしまう。見つからないようにするにはNPCから服装を奪って変装する必要があり、変装することで怪しまれずやり過ごすことが出来る。しかし、頭に白丸がついているNPCに見つかってしまうと変装がバレてしまうので注意が必要。また、警備員の中にはボディチェックを促す箇所があり、そこでは銃火器といった凶器を隠し持っている場合も同様に変装がバレてしまう。
ミッションストーリー
各ミッションにはミッションストーリーと呼ばれるものが設定されており、指定された行動を行うことでターゲットに近づくチャンスを得ることが出来る。
ステージ
各ロケーションは全てサンドボックス型のステージになっており、自由に行き来が可能となっている。ステージにはスタート地点と予め武器や装備を隠しておく隠し場所がいくつか設定されており、後述のマスターレベルを上げることで指定できるポイントが増える。また、目的達成後の脱出地点も複数存在する。
リザルトとランキング
各ミッションをクリアすると行動に応じてスコアが算出され、5段階の評価がつく。プレイ時間とスコアはランキング形式でオンラインに記録されており、全世界のプレイヤーと競い合うことが出来るようになっている。
マスターレベル
各メインミッションにはマスターレベルと呼ばれる最大20のレベルが設定されている。レベルは各ミッションのチャレンジをクリアする毎に獲得する経験値で上がり、一定のレベルまで上げることで新しい武器・装備の入手や、武器・装備の隠し場所の指定、ミッションの開始地点の指定が出来るようになる。

### モード
エルーシブ・ターゲット
特定の期間内だけ参加可能となるモードで、一度ミッションに参加してしまうと成功・失敗に限らず再挑戦ができない。また、インスティクトによるターゲットの強調表示がされない他、途中セーブも行えない。
コントラクト
ターゲット、変装、暗殺方法を指定したミッションを作成して遊ぶモード。ミッションはオンラインで公開して他のプレイヤーに遊ばせることもできる。また、他のプレイヤーが作成したミッションで遊ぶことが出来、中には制作者やゲーム情報サイトのライターが作成したミッションが公式コントラクトとして公開されており、遊ぶことが出来る。
エスカレーション
ターゲットと暗殺方法が指定されているミッションで遊ぶモード。レベル設定がされており、クリアする毎にレベルが上がり暗殺方法に厳しい条件が追加される。

### その他
ネタバレへの配慮
各メインミッションと合間のムービーは独立している為、クリアしていなくても自由に選択・閲覧が可能だが、ネタバレへの配慮として特定のミッションをクリアしていない場合は対象のミッションのクリアを促すインフォメーション表示がされている。

## 登場人物

### 三部作共通の主要人物
エージェント47（フォーティーセブン、Agent 47）
吹替：てらそままさき
主人公。International Contract Agency (ICA)に所属する伝説的な暗殺者。
本三部作は彼がICAに加入する1999年、ICAの訓練施設がある中欧某山岳地帯から始まる。実力は申し分ないが謎が多く底を見せない彼にソーダースは採用を渋るが、バーンウッドが押し切る形で採用された。
ほとんどのステージでは、状況に応じて「トバイアス・リーパー（Tobias Rieper）」の偽名を名乗る。
ダイアナ・バーンウッド (Diana Burnwood)
吹替：深見梨加
ICAに所属する、47のオペレーター。
47への依頼に不審な法則性がある事に気づき、影のクライアントとプロヴィデンスの存在と両者の暗闘を知る。
ルーカス・グレー（Lucas Grey） / 影のクライアント（Shadow Client）
吹替：小山剛志
民兵組織をまとめ上げている謎の男。長きに亘って47を追い続けてきた。
「ルーカス・グレー」という名と彼の正体は『2』で明かされる。
オリヴィア・ホール（Olivia Hall）
吹替：大津愛理
影のクライアントと行動を共にするハクティビスト。ストーリーには『2』以降で関わる。
アーサー・エドワーズ（Arthur Edwards） / コンスタント（Constant）
吹替：青山穣
プロヴィデンスの幹部。ロンドン・スクール・オブ・エコノミクス卒業という最終学歴以外の過去は一切不明。
「アーサー・エドワーズ」という名と彼の正体は『2』で明かされる。

### メインミッション シーズン1

#### プロローグ（ICA施設）
エリック・ソーダース（Erich Soders）
吹替：ふくまつ進紗
ICAの元エージェントで、47が加入した当時の採用・訓練部門の責任者。南アフリカ出身。
素性が知れず弱みを見せない47を不合格にするため、現役時代に経験した任務の中で最も難しかったジャスパー・ナイトの暗殺を、実際より警備兵を増やした上で最終試験として与えたが、バーンウッドの介入により合格されてしまう。
その後の経歴は「逆位」を参照。

##### フリーフォームトレーニング
カルヴィン・リッター（Kalvin Ritter）
吹替：永田昌康
暗殺対象。イギリスの窃盗組織「ヤードバーズ」のメンバーで、「スパロウ」の異名を持っていた。
インターポールによって組織が解体されたことによりアメリカに逃亡。フロリダでアートコレクターとして名を馳せた。
自身が所有するボートで行った船上パーティー中、当時無名だったICAエージェントに暗殺されたことから、ICAに加入した新人エージェントの実践訓練課題になっている。
テリー・ノーフォーク（Terry Norfolk）
船上パーティの客。リッターに新型原子炉の設計図奪取を依頼しており、受け取りのためにパーティに出席した。

##### 最終試験
ジャスパー・ナイト（Jasper Knight）
吹替：細谷カズヨシ
暗殺対象。アメリカの有名チェスプレイヤーでありソ連のスパイ。1979年、西側へ亡命しようとした駐米ソ連大使をリシンを塗ったチェスの駒で殺害後、恋人共々キューバからモスクワへ逃亡しようとしていた。事態を知ったCIAからの依頼により、ソーダースがキューバの空軍基地まで追跡し暗殺した。通信室でKGBと無線連絡をする際、「Blind Tailor」という偽名を使用している。
名前のモデルはHITMANのメインシリーズでサウンドディレクターを務めていた作曲家のJesper Kyd氏。
サイラス・ネッツェ（Cilas Netzke）
KGBの中佐。キューバの空軍基地の最高責任者。ナイトの動向を監視するためにモスクワから派遣された。
『ヒットマン2』に登場するヤヌスの部下でもある。
モーゼス・ブトゥソフ（Moses Butusov）
ナイトのボディーガードをしているソ連兵。

#### ショーストッパー（パリ）

##### IAGO
ヴィクター・ノビコフ（Viktor Novikov）
吹替：川原慶久
暗殺対象。ロシアの不動産王でファッションブランド「SANGUINE（サンギーヌ）」のCEO。同時に、世界中の機密をオークションにかけて販売するスパイ集団「IAGO（イアゴ）」の表向きのリーダーで出資者でもある。軽率な行動による犯罪により、ロシアFSBにマークされている。
クライアントはMI6。イギリスの諜報員のデータ（ノックリスト）をオークションにかけようとしており、流出を阻止したいのが理由。
ダリア・マーゴリス（Dalia Margolis）
吹替：樋口あかり
暗殺対象。元モデルでSANGUINEの共同経営者。かつIAGOの実質的なリーダー。イスラエル人で軍将校の娘。
モデル活動の裏でモサドのスパイとして活動していた。その経験とノウハウを活かしてIAGOを組織し、SANGUINEのモデル達をスパイとして世界の国家機構や企業に潜入させていた。
ノビコフの恋人だが、ノビコフの軽率な行動で犯した犯罪により足が着くのを恐れて、縁を切りたがっている。
「フリーダム・ファイターズ」のエズラ・バーグとはモサド時代の同僚。47がトバイアス・リーパーとして接触すると電話で素性を調べるよう依頼する。
ヘルムート・クルーガー（Helmut Kruger）
モデルでIAGOのスパイ。SANGUINEのファッションショーに出演している。47と顔が似ている。
マーゴリスから、ジェシカ・ハイムーアに近付いて、ジェシカの父親がが経営するハイムーア・コンサルティングが行おうとしている企業買収の探りを入れる依頼をされているが、本人はスパイ活動を辞めたいと考えている。
ソフス・ファテール（Sophus Fatale）
マーゴリスのアシスタントでIAGOの幹部。ノビコフが犯した犯罪の影響を危惧し、マーゴリスにノビコフの殺害を提案する。

##### IAGOオークションの参加者
トレン・ポー（Tren Po）
アジアにある架空の国カンダヤンの独裁者ジン・ポーの息子。テラスにあるパティオでジョーダン・クロスと戴冠式に使用する楽曲について電話で話をしていた。
ハンフリー・ラザフォード（Sir Humphrey Rutherford）
各国の政府に兵器を販売するイギリスの兵器メーカーのCEO。
ネル・ブレント（Nelle Brent）
アメリカ民主党に所属する政治家。選挙に勝つために共和党の印象を悪くする依頼をマーゴリスに行う。
シャイフ・サルマン・アル＝ガザーリー（Sheikh Salman Al-Ghazali）
アル＝ガザーリー家は裏でテロリストに支援を行っており、IAGOにとっては重要な顧客であるためVIP待遇を受けている。
他人との接触を極端に嫌っており、家族や部下、親しい友人以外は間近で見たものは少ないと言われている。
マバヤ・ムザブニ（Mabaya Mzabumi）
東アフリカを中心に活動するテロ組織「クリスタル・ドーン」の指導者。

##### その他
セバスチャン・サトウ（Sebastian Sato）
吹替：細谷カズヨシ
SANGUINEの新任ヘッドデザイナーだが、ノビコフとの関係は険悪。
「黄金の鳥カゴ」のブリーフィングムービーで映されるニュースティッカーにて、マーゴリスとノビコフの死後にSANGUINEを辞職した事が報じられている。
マックス・デッカー（Max Decker）
ロシアFSBの上級エージェント。ノビコフに通じており、ノビコフの犯罪の証拠データ抹消の報酬を受け取りに来た。
カート・ドノヴァン（Kurt Donovan）
ノビコフのボディーガード。「サラエボ・シックス」に大きく関わる民間軍事組織「CICADA（シカーダ）」のスタッフ。
ラナ・カプリース（Lana Caprice）
カメラのレンズを失くしたブロガー。
ヴァレリー・セントクレア（Valerie St.Clair）
ファッション雑誌「ショーストッパー」の編集長。ブロンズヘアーに大きな丸いサングラスが特徴の女性。ファッションブログの影響で雑誌の発行部数が減少してしまい手詰まりになっていたところ、ノビコフの裏の顔を知ってしまう。その真意を確かめる為、部下のブレナンやマッケンジーをSANGUINEに潜入させ(ようとし)ていた。
モデルはファッション雑誌「Vogue」の編集長アナ・ウィンター。
リザ・マッケンジー（Liza McKenzie）
「ショーストッパー」の編集者。上司であるセントクレアからIAGOのオークション会場に潜入取材するように指示されるが乗り気ではなく、加えて入場するための招待状を何処かに紛失してしまう。
ヘイリー・ブレナン（Hailey Brennan）
ダリア・マーゴリスの秘書。その正体は「ショーストッパー」の編集者で、マーゴリスとノビコフの秘密を突き止めるためにセントクレア編集長によって送り込まれた。しかし秘書として多忙となった結果セントクレアへの連絡が滞り、これを「マーゴリスによって拘禁された」と誤解したセントクレアはマッケンジーに潜入を指示する。

#### 明日の世界（サピエンツァ）
シルヴィオ・カルーソー（Silvio Caruso）
吹替：岡林史泰
暗殺対象。世界的製薬・医療機器製造大手「エーテル・コーポレーション（エーテル社）」のバイオエンジニア。特定のDNAを持つ相手だけを殺せるウイルスを開発しているが、ウイルスがいわゆる「弱者の核兵器」として利用される事を望んでおり、正規軍やPMC向けの兵器としての展開を目論むエーテル社とは確執がある。
過去の出来事が原因で外出恐怖症、女性恐怖症を患っており、その治療のためにラファイエットを雇っている。
クライアントはエーテル社の大株主の一人。理由は会社のイメージが傷つく前にウイルス及びその研究を葬りたいため。
フランチェスカ・デ・サンティス（Francesca De Santis）
吹替：武田華
暗殺対象。エーテル社の上級研究員でカルーソーの研究所の所長。カルーソーの監視役でもある。
ウイルスの研究を引き継げる人物であるため、追加で暗殺対象になった。
オスカー・ラファイエット（Dr. Oscar Lafayette）
世界的に有名な精神科医。精神的に不安定なカルーソーのために雇われた。
ロベルト・ヴァーガス（Roberto Vargas）
カルーソーのゴルフコーチ。デ・サンティスと恋愛関係にある。
サル・ファルコーネ（Sal Falcone）
ミラノの私立探偵。以前カルーソーに雇われており、その時期の情報を欲しているデ・サンティスと取引するためにサピエンツァを訪れた。
マルチェロ・レイ（Marcello Ray）
カルーソー邸の料理人。複数のレストランを経営する世界的なシェフでもある。カルーソーからの指示で、カルーソーの母イザベラがよく作っていたスパゲッティを再現するために試行錯誤している。
クレイグ・"ロッコ"・マクベイ（Craig "Rocco" McVeigh）
カルーソー邸で調理補助をしているスタッフ。遅刻癖があり、キッチンウェイターとして働いている姉に怒られている。
モデルはヒットマン・スナイパーチャレンジでランキング1位となったCraig McVeigh氏。
フランチェスコ（Padre Francesco）
サピエンツァ教会の神父。サピエンツァで最も尊敬されている人物。エーテル社の研究員の懺悔を聞いている。
「地すべり」ではアビアッティから支援を求められているが、アビアッティの悪行を知る彼はそれを拒んでいる。
イサベラ・カルーソー（Isabella Caruso）
シルヴィオ・カルーソーの母。シルヴィオに過剰な愛情を注いでおり、それは精神的虐待の域にまで達していた。その結果シルヴィオは外出恐怖症、女性恐怖症を患ってしまう。
1年前、溺愛を苦にしたシルヴィオに殺害された。真相を知る者はシルヴィオ以外にはいない。
「フリーフォームトレーニング」では、カルヴィン・リッターの船上パーティに一般客として出席している。
マリオ・サルヴァトーレ（Mario Salvatore）、ルイージ・サルヴァトーレ（Luigi Salvatore）
サピエンツァの下水道で作業をしている配管工兄弟。赤いオーバーオールに白いシャツで、赤い帽子を被っているのが兄のマリオ。緑色のオーバーオールに黒いシャツで、緑の帽子を被っているのが弟のルイージ。
スーパーマリオシリーズに登場するマリオとルイージのパロディ。
オーランド・ジト（Orlando Zito）
自転車乗り。サピエンツァに続く道の入り口で花を運搬するトラックに引かれて倒れている。
ウンベルト・メガッツィーニ（Umberto Megazzini）
ピエロのような独特な衣装を装った大道芸人。サピエンツァ港の広場で芸を披露しており多くの観客で賑わっているが、チップが少ないことを嘆いている。
トーレス・ピオンボ（Torres Piombo）
サピエンツァ市庁舎の上にアパートを構えるヒッピーの青年。その正体はデルカド・カルテルの運び屋でコカインの密輸をしている。

#### 黄金の鳥カゴ（マラケシュ）
レーザ・ゼイダン（Reza Zaydan）
吹替：間宮康弘
暗殺対象。モロッコ軍の将軍。祖父は香水業界のトップ、父が外務大臣、兄が外交官、妹が国連弁護士という名家の出身。軍人の道に進んだ自身も49歳という若さで将軍に昇進したが、さらなる権力を求めて不穏な動きをしている。
配下を使ってストランドバーグの国外逃亡に加担するが、その真意は全国的な反スウェーデン暴動を惹起させ、その鎮圧を口実にクーデターを起こし、現政府と王制を打倒して権力を掌握するため。
クライアントは建設会社「ハミルトン・ロウ」。モロッコ政府から事業を受けており、クーデターが起きた際の損失を防ぎたいというのが理由。
クラウス・ヒューゴ・ストランドバーグ（Claus Hugo Strandberg）
吹替：呉圭崇
暗殺対象。スウェーデン人。経営する個人銀行を舞台に全国規模の投資詐欺事件を起こし、裁判を控えていたが、護送中にゼイダンの配下の助けを得て脱走し、祖国の領事館へ逃げ込む。
エリック・オランダー（Erik Olander）
駐マラケシュ・スウェーデン領事。ストランドバーグを領事館に匿っている。
その裏の顔はプロヴィデンスのメンバー。口封じのために、ストランドバーグをモロッコ出国と同時に殺そうと画策していた。
サイード・ラハム（Sayid Laham）
モロッコ軍人。ゼイダンの元側近。ストランドバーグ脱走事件の時に兄を殺されたため、ゼイダンに背き真相を公表しようとしたが、失敗し投獄された。
タイラー・クラーク（Tyler Clark）
GNNニュースのプロデューサー。パメラ・キングスリーのストランドバーグへの独占インタビューに同行しているが、同行予定だったカメラマンのジェイ・スミスが急病でホテル静養となり途方に暮れている。
ジェフ・ベイカー（Jeff Baker）
フリーランスのカメラマン。パメラのインタビューに同行する予定だったジェイが病気になったことで代理で参加することとなったが、領事館に入ることを拒んでいる。
コニー・エングストローム（Konny Engström）
マッサージ師。ストランドバーグの腰痛治療のために呼び出されたが、犯罪者であるストランドバーグを治療することを拒んでいる。
シャヒン・アブドゥル＝バー・マーロフ（Shahin Abdul-Barr Maalouf）
ゼイダン率いる軍隊が占拠している学校の元校長。絨毯屋を営む息子の自宅で小説を執筆している。
エリノア・ウェストアップ（Ellinor Westrup）
SANGUINEのモデルで、IAGOのスパイ。ゼイダンの愛人として近付き、諜報活動をしていた。しかし、諜報活動に限界を感じており、スパイを辞めてモデルとして専念することを決意する。

#### 27クラブ（バンコク）
ジョーダン・クロス（Jordan Cross）
吹替：興津和幸
暗殺対象。人気インディロックバンド「ザ・クラス」のリードボーカルで、「メディア王」の異名を持つトーマス・クロスの息子。
1年前、自身のペントハウスで若手女優のハンナ・ハイムーアを殺害したが、父と顧問弁護士モーガンの力で司法の手を逃れた。過保護な父トーマスを強く疎んでいるが、同時に父親の力に依存してもいる。
クライアントはハンナ・ハイムーアの両親で、娘の復讐が理由。この依頼は傭兵組織によるトーマス暗殺の布石でもあった。
ちょうど暗殺される日が27歳の誕生日。
ケン・モーガン（Ken Morgan）
吹替：小形満
暗殺対象。クロス家の顧問弁護士。
ジョーダンの裁判で無罪判決を勝ち取ったほどの凄腕にして狡猾な人物。ヒマパンホテルには証拠の録音データの始末のために訪れた。
『HITMAN 3』に登場するドン・イェーツ、その弟で『HITMAN 2』に登場するザカリー・イェーツと共同事務所を設けている。
デクシー・バラット（Dexy Barat）
ザ・クラスのマネージャー。弁護士で、顧問をしていた企業に損害賠償請求訴訟を起こしていた原告を反訴して勝訴した実績を持つ。
ハンナ・ハイムーア殺害時の音声を録音し、事件現場を事故に見えるよう改竄した。
実は録音データを使ってトーマスから金を強請ろうとしている。その交渉のためにトーマスはモーガンをヒマパンに送ったが、バラットが交渉日時・場所を記してモーガンに宛てた伝言メモは配達役のザ・クラスのスタッフが泥酔して寝込んでしまったために届かず、両者を苛立たせている。
アベル・デ・シルヴァ（Abel de Silva）
音楽の方向性の違いからザ・クラスを脱退したドラマーの代わりとして呼ばれたプロドラマー。47と顔が似ている。
ハイジ・サントロ（Heidi Santoro）
ザ・クラスの女性リード・ギタリスト。ハンナ・ハイムーアとは親友で、ハイムーアが死亡した事件によって、ただでさえバンドの方向性で確執があったジョーダンとの関係が破綻。脱退を考えている。
ウェス・リストン（Wes Liston）
ザ・クラスのプロデューサー。
音質にこだわり、過去に感電死事故を起こしたブランソンMD-2マイクを注文した。
ムークジャイ（Mrs. Mookjai）
チャオプラヤー川に面した高級ホテル、ヒマパンホテルの支配人。バートラムがペントハウスへ不法侵入する様子を目撃しており、従業員に要注意人物として通達している。
ボブ（Bob）
ムークジャイのアシスタント。
ベンジャミン・バートラム（Benjamin Bertram）
ハイジ・サントロに執着しているストーカー。ケン・モーガンが滞在しているスイートルームがあるペントハウスに不法侵入しており、窓越しでサントロを見つめている。
有名人に対するストーキング行為を過去にも行っており、逮捕されたことがある。

#### フリーダム・ファイターズ（コロラド）
ショーン・ローズ（Sean Rose）
吹替：櫻井トオル
暗殺対象。傭兵組織の指導者。オーストラリア人。環境テロリスト。唯一地下の作戦本部に入ることができる人物。
極度の潔癖症であり、ステージの巡回パターン中でも何度も手洗いをしているほか、時計の時刻が正確であるかをひどく気にしている。
爆発物のスペシャリストではあるが、上記の性格からか部下からの信頼は微妙である。また指揮権限や実力行使の手段などを巡り、バーグやパールバティとの対立を抱える。
エズラ・バーグ（Ezra Berg）
吹替：藤井啓輔
暗殺対象。傭兵組織の幹部。イスラエル人。元モサドの尋問員だが、少年時代に家族がヒズボラに誘拐された事件がきっかけで、パレスチナ人やムスリムの境遇にシンパシーを抱いている。
「人道主義者」と言われるほど巻き添え被害を嫌っており、彼が捕虜を薬物で尋問するのも捕虜を拷問しないようにするためという理由である。そのため巻き添え被害には寛容なローズを強く批判している。
ダリア・マーゴリスとはモサド時代の同僚。その縁でマーゴリスからトバイアス・リーパーの身辺調査を依頼されたが、一般的な情報しか得られず不首尾に終わっている。
ペネロペ・グレイブス（Penelope Graves）
吹替：たなか久美
暗殺対象。傭兵組織の幹部。イギリス人。ロンドン警視庁から インターポールに転じ、対テロ分析官としてローズを追ってきたが、後にローズの側に寝返った。本ミッションのブリーフィングは、寝返ったのは国連上層部の汚職事件の捜査で証拠を掴むものの上司に握り潰された事が原因ではないかと推測している。
幹部としては新参であるためインターポールが送ったスパイではないかと疑われており、組織内では彼女の忠誠心に対するテストが準備されている。
マヤ・パールバティ（Maya Parvati）
吹替：古川玲
暗殺対象。傭兵組織の幹部。スリランカ出身のタミル人。元「タミル・イーラム解放のトラ」の暗殺者。
「イーラム解放のトラ」降伏後スリランカを去り、海賊に転身。メイルストロム(『2』に登場)と提携して活動していた。過去の貨物船襲撃において片腕を失い、以降一線を退き傭兵の訓練に専念している。
ローズとは確執があり、傭兵の一部にはパールバティを支持する者がいる。
ロイド・バージェス（Lloyd Burgess）
パールバティ率いる特殊部隊でポイントマンを担当する兵士。訓練中に事故で足を負傷した。
グスタボ・トーレス（Gustavo Torres）
メキシコの内務大臣。
作中では写真のみで登場。プロヴィデンスのメンバーであり、パールバディからは「ラテンアメリカで最高位」と看做されている。傭兵組織はトーレスを次の標的とし、訓練を行っている。
ウィリアム・キャンドラー（William Candler）
傭兵組織キャンプ母屋の地下室に拘禁されているプロヴィデンス・ヘラルド。
トーレス墨内相の移動ルートや、最高幹部の実態についてバーグの尋問を受けている。

#### 逆位（北海道）
エリック・ソーダース
吹替：ふくまつ進紗
暗殺対象。ICA首脳部の一人。本ミッション前の経歴は「プロローグ（ICA施設）」を参照。
内臓逆位という特異体質の持ち主であり、これに適合する心臓の確保と移植手術を受けるためにICAを裏切ってプロヴィデンスに内通した。ギャンブル中毒になっていたらしく、プロヴィデンスの斡旋なしで適合心臓を確保できなかったのは、ギャンブルで金を浪費してしまったためである。
ミッション開始時点では移植手術に向けて最新鋭の幹細胞治療を受けており、手術室からは出ない。厳重な警備をかい潜りソーダースを仕留める事が本ミッションの肝となる。
ユキ・ヤマザキ（Yuki Yamazaki）
吹替：志田有彩
暗殺対象。東京在住の弁護士でプロヴィデンスのメンバー。プロヴィデンスに入る前は暴力団の顧問弁護士をしていたためか、右腕に刺青を彫っている。
ソーダースからICAの情報（任務記録のアクセス権と現役メンバーの名簿）を受け取るためにガマ病院を訪れる。
ブリーフィングで示される経歴には、彼女自身も暴力団組長の子女であり、『Hitman2: Silent Assassin』に登場するマサヒロ・ハヤモトに父親を殺害されたという過去が記されている。
ジェイソン・ポートマン（Jason Portman）
吹替：間宮康弘
VIP待遇を受けている患者。クォンタムリープ社の元CEO。ヘルムート・クルーガーそっくりの顔にする顔面整形手術を受けており、その影響で頭に包帯が巻かれている。
エイモス・デクスター（Amos Dexter）
VIP待遇を受けている患者。肺の手術のために入院しているが、各施設で従業員に絡んだり、院内禁煙を無視してタバコを持ち込んだりしている。
『Hitman: Absolution』に登場する同姓のブレイク・デクスターに似たキャラクターデザインとなっている。
アキラ・ナカムラ（Akira Nakamura）
ガマ私立病院の院長。彼の院長就任にはユキ・ヤマザキが助力した事が2人の会話で明かされている。
カタシ・イトウ（Katashi Ito）
ガマ病院の医師で臓器保管施設の責任者。「キュレーター」と呼ばれている。多額の賄賂を使用し、ソーダースのための内臓逆位の心臓を手配した。鬱病を患っており、自身に精神の躁鬱を操作するチップを埋め込み実験している。
ニコラス・ローラン（Nicholas Laurent）
外科医。スイス人。ソーダースの手術のため、ガマ病院外科主任の資格で来日した。
現役時代のソーダースに父ローマンを殺されており、皮肉にも仇であるソーダースの手術を担当する事になった。
手の震えに悩んでおり、ネイルズと薬物の取引をしている。
ネイルズ（Nails）
元CICADA所属のガマ病院ヘリパイロット。裏ルートで仕入れた薬物をガマ病院の患者に売りさばいている。
エージェント・スミス（Agent Carlton Smith）
不正な臓器売買を追いガマ病院に侵入したが、イトウに捕縛され死体用冷凍保管庫に囚われている。
KAI
吹替：丸山雪野
クローンシュタット・インダストリーが開発した人工知能。ガマ病院の施設を管理している。

#### その他
ユージーン・コブ（Eugene Cobb）
ニューヨークの大手銀行「ミルトン・フィッツパトリック」前頭取でプロヴィデンスの幹部の一人。失踪していたが、既に暗殺されていた。表向きは飛行機事故で死んだとされている。
『ヒットマン2』のミッション「高額の退職金」では、殺害前に自身の後継者としてアテナ・サヴァラスを指名したが、取締役会の反対に遭い断念したというエピソードが語られている。
アレクサンダー・ファニン（Alexander Fanin）
コブの失踪後、ミルトン・フィッツパトリック頭取とプロヴィデンス幹部の地位を継いだ人物。「クラブ27」のホテル客の噂話では、コブ殺害の黒幕と言われていた。
「黄金の鳥カゴ」クリア後のムービーで、コンスタントがミルトン・フィッツパトリックの大金庫に収められているある物件の無事を確認する際に同行する。
「逆位」ではユキ・ヤマザキの電話の相手として登場。ファニンがコブの後任に就くにあたってはヤマザキの助力があった事が判明する。
『ヒットマン3』のミッション「別れ」では、ヴァレンティーナ・イエーツと恋仲だった事が明かされている。
ニコライ・カマロフ（Nicholai Kamarov）
ロシアFSBの上級エージェント。ノヴィコフが犯した事件の捜査を行っていたが、火災により捜査資料と共に死亡した。パリのミッション後に、影のクライアントによる暗殺であることが判明する。
トーマス・クロス（Thomas Cross）
億万長者のメディア王。息子ジョーダンの葬儀に出席した際、ショーン・ローズ率いる部隊に拉致され殺害された。
「フリーフォームトレーニング」では、カルヴィン・リッターの船上パーティに一般客として出席している。
ハジュン（Hajun）
「明日の世界」クリア後のムービーに登場。サピエンツァでエーテル社が行っていたウィルス研究に関する調査を行っていたプロヴィデンス・ヘラルド。"Hajun"がフルネームなのか否かは不明。
影のクライアントはノビコフから提供されたリストでハジュンを特定。ヨハネスブルグのエーテル社地下駐車場で、自家用車内で待ち伏せしていた影のクライアントに金庫の鍵を渡した後、殺害される。ユキ・ヤマザキと繋がりがあり、「逆位」でヤマザキは、ハジュンの死因について調査を行うよう指示している。
パメラ・キングスリー（Pamela Kingsley）
GNNニュースの人気レポーターで愛称は「パム」。
パリではSANGUINEのファッションショーを取材。ミッション冒頭で会場前の噴水からリポートを行っている。
マラケシュではストランドバーグへの独占インタビューを予定していたが、ジェイが急病で同行出来なくなり途方に暮れている。
ムービーシーンやステージ内にあるテレビに映っているニュースにも登場している。
ジェイ・スミス（Jay Smith）
GNNニュースのカメラマン。パムの取材に常に同行している。
パリではSANGUINEのファッションショーを取材。マラケシュでもパムと共にストランドバーグへのインタビューを撮る予定であったが、体調を崩したため滞在しているホテルで療養している。

### ホリデーミッション
- クリスマスの泥棒たち（パリ）

ハリー・"スモーキー"・バグニート（Harry "Smoky" Bagnato）、マーヴ・"スリック"・ゴニフ（Marv "Slick" Gonif）
暗殺対象。パリ・ドゥ・ワレフスカに押し入ったプロの泥棒コンビ。
アメリカ出身で、未遂に終わった数件の家宅侵入と、それに関わる犯罪によって国外退去し、パリで活動している。
２人の活動により多額の損害を受けた保険会社が、ICAに暗殺を依頼した。
サンタクロース（Santa Claus）
ジングルベルと「ホーホーホー」という独特な声とともに屋敷に現れる男。
特定の条件を満たしてクリアすると、サンタクロースのコスチュームを手に入れることができる。

### ボーナスミッション
- ザ・アイコン（サピエンツァ）

ディーノ・ボスコ（Dino Bosco）
吹替：白熊寛嗣
暗殺対象。人気コミック作品「ザ・アイコン」の実写映画を制作している監督兼主演俳優。徹底したリアリズム追求の余り莫大な予算を注ぎ込み、ラヴェントゥーラ・ピクチャーズを倒産寸前にまで追い込んでいる。
ボスコの行動は映画を完成させるためだけのもので、横領など違法行為や契約違反などは行なっていない。このためラヴェントゥーラ・ピクチャーズはボスコを解雇出来ず、ICAに暗殺を依頼した。
- 地すべり（サピエンツァ）

マルコ・アビアッティ（Marco Abiatti）
暗殺対象。実業家で政治家。地元であるサピエンツァ市長選挙に立候補し優位に立っている。
マフィアとの繋がりを持ち、裏で数多くの悪事を働いている。市長就任後はサピエンツァから住民を追い出し、上流階級だけが住めるリゾート都市化を目論んでいた。
クライアントは「明日の世界」の暗殺対象でもあるシルヴィオ・カルーソー。アビアッティがサピエンツァ市長に当選した場合イタリア全体にとっての脅威になると捉え依頼してきた。また少年時代にカルーソーをいじめていた過去を持ち、「明日の世界」ではカルーソーがこれに言及する場面がある。
サルバトーレ・ブラヴォーモ（Salvatore Bravuomo）
サピエンツァの弁護士。アビアッティの政治生命を脅かす情報を持っており、アビアッティ側の捜索を逃れるべく市内に隠れている。
- 砂上の家（マラケシュ）

コン・ツォカン（Kong Tuo-Kwang）
吹替：広田みのる
暗殺対象。中国の建設会社の経営者。ライバル企業であるハミルトン・ロウ社を離反したメンドーラから機密書類を買い取るべくマラケシュに赴いた。
ミッション中にコンが受け答えする電話では、「黄金の鳥カゴ」のレーザ・ゼイダンからハミルトン・ロウ社に関する情報をリークされた事が明かされている。
クライアントはハミルトン・ロウ社。企業秘密を守るために2人の暗殺を依頼しており、同時に書類の回収も依頼している。
マシュー・メンドーラ（Matthieu Mendola）
吹替：小田柿悠太
暗殺対象。ハミルトン・ロウ社の建築課長。会社を裏切り、コンに企業秘密を売却しようとしている。

### ペイシェント・ゼロ
オイベク・ナバゾフ（Oybek Nabazov）
暗殺対象。ウズベキスタン出身の芸術家にしてカルト教団「リベレーション」の教祖、過去7件のカルト教団絡みの集団自殺や殺人事件に関与している。バンコクへのバイオ兵器テロを画策している。
シスター・ユルドゥス（Sister Yulduz）
暗殺対象。「リベレーション」の「選ばれしシスター」でナバゾフの右腕的存在。CICADAの元傭兵や警備会社、製薬会社とも接触を図っておりナバゾフの思惑の範囲外で利益を得ようとしている。
クレイグ・ブラック（Craig Black）
暗殺対象。「カサンドラ・スノー」シリーズで知られる作家。ウイルス兵器の顧客。
ブラザー・アクラム（Brother Akram）
暗殺対象。「リベレーション」メンバー。ウイルス兵器を取引するためにブラックの元に行く。
ブラッドリー・ペイン（Bradley Paine）
暗殺対象。医師。「リベレーション」メンバー。コロラドにてウイルスの研究をしており、自身の護衛の傭兵に感染させて実験している。彼の暗殺は、47への感染を防ぐために鉄塔からの狙撃になる。感染した傭兵達も暗殺対象。
オーウェン・ケイジ（Owen Cage）
暗殺対象。ウィルス研究者。「リベレーション」メンバー。シドニーへ逃げようとしたが日本警察に逮捕された。自分にウィルスを感染させていたためガマ病院へ移送された。防護服なしで彼と接触した人は感染し新たに暗殺対象になってしまう。
クラウス・リーブリード（Klaus Liebleid）
暗殺対象。エーテル・コーポレーションの研究者。「リベレーション」のメンバーではないが、ケイジが死ぬ前にできるだけ多くのウィルスのデータを入手しようとしているため暗殺対象になった。
ジェフ（Jeff）
「ザ・ソース」にて、バンコクでの「リベレーション」のイベントに恋人と来ていた客。「リベレーション」にのめり込む恋人を諌めようとするが、逆に別れを言い渡されてしまう。
恋人はその後行方不明になったらしく、次の「オーサー」で自死を試みる。これをプレイヤーが阻止し、彼を最終ミッション「ペイシェント・ゼロ」まで登場させ続ける事が一種のチャレンジとなっている。

### サラエボ・シックス
PlayStation 4版限定のミッションの登場人物。サラエボ包囲戦の際、民間人殺害など残虐な戦争犯罪を行ったにもかかわらず司法の手を逃れた、CICADAの極秘作戦部隊「SIGMA」非正規部隊の元兵士6人。
1995年、セルビアでの作戦行動中に、ベオグラードから移動する難民に紛れた金塊輸送団をNATOに爆撃させ強奪したという過去を持つ。ICAに匿名でこの6人の暗殺依頼書が届いたが、「階級の高い順に暗殺せよ」という注意書きがある特殊なものだった。
スコット・サーノ（Scott Sarno）「ディレクター」
暗殺対象。CICADAのヨーロッパ地域責任者。パリで行われるSANGUINEのファッションショーとIAGOのオークションの警備主任。
ゲイリー・ルン（Gary Lunn）「エンフォーサー」
暗殺対象。CICADAの一員。イタリアのサピエンツァにあるエーテル社の地下研究所の警備主任を務めている。
ウォルター・メナード（Walter Menard）「エクストラクター」
暗殺対象。ユーゴスラビア紛争時にSIGMAに所属していたベテラン兵。
ストランドバーグのモロッコ脱出計画に加担している。SIGMAの活動地域では失踪や殺害事件が発生している。
ジョン・スタブス（John Stubbs）「ベテラン」
暗殺対象。元SIGMA兵で現在は傭兵業を引退している。バンコク・マラケシュのヒマパンホテルで妻と一緒に休暇を楽しんでいる。
パトリック・モーガン（Patrick Morgan）「マーセナリー」
暗殺対象。元SIGMA兵。コードネームの由来は様々な戦闘技術に長けていたことから。1年前にルクセンブルクでショーン・ローズと出会いSIGMAを脱退。現在はローズの傭兵組織に参加している。
タヘイジ・コヤマ（Taheji Koyama）「コントローラー」
暗殺対象。元SIGMA兵。遺伝的疾患のため骨髄移植をするためにガマ私立病院を訪れているが、倫理的な理由から2度治療を断っている。
コヤマに直接接触すると、サラエボ・シックスの暗殺を依頼したのは自分であること、自分の死後、CICADA及びSIGMAの悪行が公表されるよう手掛けたことを告白する。

### エルーシブターゲット

#### フォージャー（The Forger）
セルゲイ・ラーリン（Sergei Larin）
暗殺対象。一流の贋作者で美術品を偽造し販売している。パリ・ドゥ・ワレフスカを自身の所有物であると主張していることが館長で依頼主である妻シモーネとの確執に繋がっており、シモーネがニューヨークに滞在している48時間以内に完璧なアリバイがある状態での暗殺を依頼された。

#### コングレスマン（The Congressman）
アンソニー・トロウト（Anthony L. Troutt）
暗殺対象。次期大統領選に出馬予定のアメリカ合衆国下院議員。グレナダ侵攻に参戦した元軍人で、数件の友軍誤射事件の記録のもみ消しに関わっている。

#### プリンス（The Prince）
アダルリコ・カンデラリア（Adalrico Candelaria）
暗殺対象。次期教皇の有力候補であるカトリック教会の枢機卿。80年代のチリのピノチェト政権と繋がりがある。

#### センセーション（The Sensation）
ジョナサン・スマイス（Jonathan Smythe）
暗殺対象。メディアを騒がせる人気アーティスト。十代後半に連続殺人事件を起こし、三年間容疑者として警察に追われているものの、逃亡生活中にも新曲をリリースし続けている。

#### ガンランナー（The Gunrunner）
ヴィトー・デュリック（Vito Đurić）
暗殺対象。10年間国際指名手配されている武器商人。国際司法機関の動きの遅さにしびれを切らしたクライアントがICAに暗殺を依頼してきた。レーザ・ゼイダンの兵に武器を卸しにマラケシュのスウェーデン領事館地下駐車場へやってきている。

#### ツイン（The Twin）
ディラン・ナルバレス（Dylan Narváez）
暗殺対象。タバコ産業で富を築いたナルバエス兄弟の弟。最近プラチナ製の腕時計を購入し身に付けている。依頼主は双子の兄ゴンザレスで、ビジネスを完全に掌握するため、サピエンツァに滞在している48時間以内に暗殺を依頼した。
ゴンザレス・ナルバレス（Gonzales Narváez）
ディランに瓜二つの双子の兄。

#### ワイルドカード（The Wildcard）
実在する俳優とのコラボレーションで、Hitman公式Facebookグループ「Hitman Comunity」でどちらを暗殺するか投票を行い、ゲイリー・ビジーが暗殺対象に選ばれた。
ゲイリー・ビジー（Gary Busey）
暗殺対象。ハリウッドで活躍する俳優。サピエンツァで映画撮影を行っているが、彼の自由奔放な性格や度重なるドタキャンから生じた撮影の遅れで、多額の損害が出ている。
ゲイリー・コール（Gary Cole）
ハリウッドで活躍する俳優で、ビジーが出演する映画の共演者。ビジーのせいで撮影が遅れていることに不満を募らせている。

#### ブローカー（The Broker）
ハワード・モクソン（Howard Moxon）
暗殺対象。世界中のテロ組織に高価な芸術品を売っている骨董商。「アイボリーホワイト」という第二次世界大戦中に盗まれた骨董品を売却しようとしており、それの奪還を兼ねて依頼された。

#### ブラックハット（The Black Hat）
プロタゴニスト（Protagonist）
暗殺対象。悪質なクラッカー。ホワイトキャップという長年の相棒と共にダリア・マーゴリスに雇われている。アラバマ州で売られている安物のジャムが好物で、プロタゴニストという偽名を使っているということ以外、顔や本名等の情報がない。
ホワイトキャップ（Whitecap）
プロタゴニストと同様にダリア・マーゴリスに雇われているクラッカー。

#### グル
リチャード・マギー
暗殺対象。金がなくなった弟子をすぐ見捨てることで有名な自己啓発の専門家。キース・キーブルという人物の信託基金を狙っている。暗殺の依頼者はキーブル一族とその弁護士キャサリン・フェラー。キースを守るために暗殺のための芝居を打っている。キースとフェラーに危害を加えると任務失敗になる。

#### フィクサー
ザンダー・ヘイヴァーフォーク
暗殺対象。マラケシュのスウェーデン領事館職員。クラウス・ストランドバーグの手下でダイヤモンドの運び屋をしている。彼がいずこかへ隠したダイヤモンドの回収も任務内容に含まれる。

#### アイデンティティ
ブレンダン・コナー
暗殺対象。個人情報の売買で富を築いたIT億万長者。表舞台に現れることはなかったが、中国本土で行っている大規模な活動から足がついた。IAGOのオークションに出席しようとしている。

#### エクス・ディクテーター
リチャード・エグウェンシー
暗殺対象。中央アフリカの元独裁者。用心深い人物でバンコクのホテルでフランスの情報部の人間と密会しようとしている。
イネス・エグウェンシー
暗殺対象。リチャード・エグウェンシ―の妻。

#### シェフ
ガブリエル・サントス
暗殺対象。有名な一流シェフ。助手やスタッフに対して数々の暴行を行い、富と名声によって巧みに罪を逃れている。クライアントはサントスの会社に資金提供をしていた。

#### エンジェル・オブ・デス
エッタ・デイビス
暗殺対象。第一線を退いた看護師で、各地の老人ホームや病院で何十人もの患者を殺したと見られている。得意分野は毒物だが、最近は鈍器の使用や転落といった悲惨な事故による殺しを好む。母国での監視が厳しくなったことから狩り場をマラケシュに移動している。

#### フードクリティック
ウェン・ツァイ
暗殺対象。影響力の高い東南アジアの料理評論家。サディスティックなまでの粗探しと、どれだけ小さなミスでも容赦なく批判することで有名。クライアントのパートナーだったシェフはボトルが冷えすぎていたことで辛らつな批判を受けて、自殺に追い込まれた。

#### カメレオン
リチャード・フォアマン
暗殺対象。潜入者として高いスキルを持ち、傭兵集団と共にアメリカで実体不明の活動をおこなっている。優れた役者であり、億万長者のチャールズ・ヴァンデプランスに成りすまして、わずか3週間で口座から何億ドルもの金額を吸い上げた。暗殺内容に計画中の作戦に関するデータを見つけることと、殺害方法はターゲットを爆発以外の事故に見せかけることが指定されている。

#### ブラックメーラー
ウォルター・ウィリアムズ
暗殺対象。新進気鋭のモデル。参加しているファッションショーの主催側の意向で濃い顔のメークをしている。ある画像を使って元恋人を脅迫しており、クライアントはそのデータが入ったUSBを取り戻す事も依頼している。

#### ウォーロード
アデーズ・オジョイフォル
暗殺対象。現地で「ナーオバラ」と呼ばれている。西アフリカ全土で戦士や盗賊たちを指揮していて、地元のレアアース市場を掌握している。バンコクのホテルを１フロア独占して息子と滞在している。クライアントは西アフリカの彼女のネットワークがわかる地図とファイルを見つけるよう依頼している。

#### サージオン
ハーベル・フライデル
暗殺対象。優秀でありながら倫理観を欠いた悪徳医師。過去にとある億万長者の息子の臓器移植に関わっており、違法に取得した臓器を使用したため患者は死亡してしまった。クライアントは息子の死を彷彿とさせる形（出血性ウイルス注射器）で殺害すればボーナスを出すとのこと（任意な為それ以外の暗殺でも問題はない）。
アカネ・アケナワ
暗殺対象。悪徳医師で、ハーベル・フライデルと2人で、とある億万長者の息子の臓器移植に関わっている。

#### ブックキーパー
ペトリ・ジャーネフェルト
暗殺対象。ICAでは正体不明の人物と考えられている。猜疑心が強い男で、汚職政治家やテロリストなどの財政管理を担当しながら派手ではないが豊かな生活をしている。クライアントの「ロックスリー」は調査の結果、彼が「影のクライアント」の活動にも関与しているとして暗殺対象になった。

#### フューギティブ
ジー・フー
暗殺対象。某国の諜報機関で働き、アジア諸国において様々な工作活動に従事している。抹殺のためアジア諸国の諜報機関が合同で依頼してきた。顔面整形手術を受けようとしている。

#### パパラッチ
キーラン・ハドソン
暗殺対象。悪意に満ちた記事を書くタブロイド記者。クライアントはターゲットが書いた中傷記事の被害者。名誉を傷つけられた数々の報復として暗殺を依頼してきた。セバスチャン・サトウを追ってパリのSANGUINEショーに来ている。

#### バッドボーイ
バーソロミュー・アーガス
暗殺対象。メディアパーソナリティで、イギリス国内であった麻薬と武器の捜査事件の中心人物。インターポールに国際手配されている。ディーノ・ホスコのゲストとしてサピエンツァに潜伏している。

#### ファーマシスト
ナイラ・トルビック
暗殺対象。一流の研究者であると同時に自身の会社トルビック・リサーチのCEOとしてジェネリック薬品を発展途上国に安く提供しているが、本当の目的は第三世界での大規模な人体実験。IAGOのオークションにダリア・マーゴリスの招待客として参加している。

#### エンターテイナー
ミスター・ギグルス
暗殺対象。動物同士の戦い、死人の出る競技など暴力的な催しをする地下サーカス、ソワレ・オリーブレを運営している。マラケシュの都市中心部のどこにいるか不明。クライアントは顧客リストも回収するよう依頼している。

## 用語
International Contract Agency（ICA）
47とダイアナ・バーンウッドが所属する、国際的な秘密暗殺組織。「ジ・エージェンシー」とも呼ばれる。
「依頼を受けて殺人を行う」という業務の性質上、政治・宗教・思想・社会階層など対立軸を含むあらゆる要素からの中立を堅持している。しかし、本作の初期ミッションを遂行する過程で組織活動が何者かによって誘導されている事を知り、そこからプロヴィデンスと影のクライアントとの戦いに巻き込まれて行く。
プロヴィデンス (Providence)
本三部作の主軸となる秘密結社。基本的に主人公の敵であるが、『2』の一部のミッションでは依頼人となる。
第二次世界大戦終戦直後、アメリカのイングラム家、ドイツのストイフェサント家、イギリスのカーライル家の三資産家によって組織された、「影の世界政府」とも言える国際的結社。重工業のイングラム家、金融のストイフェサント家、交通・情報のカーライル家の影響力の下、大企業や著名ベンチャー企業の経営者、政治家、軍高官、学者などをメンバーとして、世界の政治・経済を支配している。
エーテル社によるシルヴィオ・カルーゾーのウィルス研究支援や、モロッコの王政打倒を企図したレーザ・ゼイダンのクーデター計画を背後で動かしていた。
ヘラルド(Herald)
プロヴィデンスにおいて、コンスタントの指示を工作員に伝える伝令。
ルーカス・グレーの傭兵組織
公式名称はない。ルーカス・グレーが対プロヴィデンスのために作り上げた集団。プロヴィデンスと異なり、グレーが個々の小組織に指示を出す枠組みであり、緩やかだが横の連携も存在する。しかし「プロヴィデンス打倒」という目的は組織内には知らされておらず、グレーがトップである事を知らない者すらいる。
メンバーの出自は軍人、テロリスト、ハクティビスト、エンジニア、法執行機関、犯罪組織と様々。